# Кампанья, Йохан
Йохан Камило Кампанья Баррейра (англ. Johan Camilo Campaña Barrera; род. 9 сентября 2002, Пасто) — колумбийский футболист, нападающий клуба «Депортиво Пасто». 

## Клубная карьера
Кампанья — воспитанник клуба «Депортиво Пасто». 14 февраля 2019 года в поединке Кубка Колумбии против «Атлетико Кали» он дебютировал за основной состав. 19 октября в матче против «Индепендьенте Медельин» он дебютировал в Кубке Мустанга. В 2021 году Камапнья на правах аренды на два сезона перешёл в аргентинский «Архентинос Хуниорс», но так и не дебютировав за основной состав, вернулся обратно. 

## Международная карьера
В 2019 году в составе юношеской сборной Колумбии Куэста принял участие в юношеском чемпионате Южной Америки в Перу. На турнире он сыграл в матчах против команд Аргентины, Уругвая, Бразилии и Парагвая. В поединке против аргентинцев Йохан забил гол.